# János Göröcs
János Göröcs (ur. 8 maja 1939 w Gánt, zm. 23 lutego 2020 w Budapeszcie) – piłkarz węgierski grający na pozycji pomocnika. Brązowy medalista olimpijski z 1960.

## Kariera klubowa
Karierę piłkarską rozpoczynał w klubach Jutagyár i Bp. Vasas Izzó. Następnie przeszedł do budapeszteńskiego Újpesti Dózsa. W sezonie 1957/1958 zadebiutował w jego barwach w pierwszej lidze węgierskiej. Wraz z Újpestem pięciokrotnie był mistrzem kraju w latach 1960, 1969, 1970, 1971 i 1972 oraz czterokrotnie wicemistrzem w latach 1961, 1962, 1967 i 1968. Dwukrotnie zdobył też Puchar Węgier (1969, 1970). W 1969 wystąpił w finale Pucharu Miast Targowych w przegranym dwumeczu (0:3, 2:3) z Newcastle United.
W 1972 odszedł z Újpestu do Tatabányai Bányász. Grał w nim do końca swojej kariery w 1974.

## Kariera reprezentacyjna
W reprezentacji Węgier Göröcs zadebiutował 4 września 1958 w wygranym 3:1 towarzyskim meczu z Polską. W 1960 zdobył z kadrą olimpijską brązowy medal na igrzyskach olimpijskich w Rzymie. W 1962 wystąpił w dwóch meczach mistrzostw świata w Chile: z Bułgarią (6:1) i z Argentyną (0:0). Od 1958 do 1970 rozegrał w kadrze narodowej 62 mecze, w których strzelił 19 goli.